# 高谷信之
高谷 信之（たかや のぶゆき、1943年3月26日 - ）は、日本の劇作家、放送作家、演出家、脚本家。東京都出身。

## 人物・略歴
1943年、東京に生まれる。1961年、静岡県立静岡高等学校卒業。早稲田大学第二文学部演劇科中退。1972年、演劇集団 八騎人（ハッキジン） 創立、主宰。「魔都彷徨」「蛍よ、妖しの海を翔べ」等20本以上を作・演出。1999年、劇団ギルドを創立。2018年までに35回の舞台を作・演出して劇団は解散。若手俳優、演出家、脚本家の育成にも力を注いでいる。
放送の分野では、1975年 NHKラジオドラマ 『風に舞う木の葉のように』でデビュー。NHKラジオドラマ 約80本。同テレビドラマ「中学生日記」「風・ふたり」等20本。ラジオドラマ界では最も多くの脚本を執筆した脚本家の一人に数えられる。
壱岐島で未来座演劇指導・長崎県諫早図書館で高校生・一般の演劇指導・シナリオ創作指導を続けている。
日本放送作家協会会員、日本劇作家協会会員、日本脚本家連盟会員。

## 受賞
- 1996年 文化庁芸術祭 ラジオ部門 大賞 「枝の上の白色レグホン」
- 1994年 ギャラクシー賞奨励賞 ラジオドラマ「天主堂」

## 著作
- 『殺人者たちの午後 : 記憶の闇』	トニー・パーカー 原作 ; 沢木耕太郎 訳 ; 高谷信之 脚色 NHK-FM 2010
- 『カシオペアの丘で』 重松清原 作 ; 高谷信之 脚色 NHK 2008
- 『読んで演じたくなるゲキの本 : 中学生版』	布勢博一, さらだたまこ, 高谷信之, 矢島正雄, 中島丈博, 森治美, イ・ガンベク 著	幻冬舎 2006.6
- 『ターゲット : 標的 いじめを考える』ポプラ社 1996.2
- 『親父のジーパン : 個性』 ポプラ社 1995.1

## 関連人物（大学時代の劇団仲間）
- 田中真紀子・佐藤重直・大出　俊